# 生活デザイン学科
生活デザイン学科（せいかつデザインがっか）は、日本の大学や短期大学に開設されているデザイン学科の一つ。
美術学部や工学部などで開設するデザイン学のほか、家政学・生活科学系の学部で学ばれていた被服学・ファッションデザイン、住居学・住居建築・インテリアデザインのほか、IT情報デザイン（デジタルアート）、地域学（地域研究・地域デザイン）などのカリキュラムを備えている。
これらを総合的に学ぶ場合と、専攻・コース制などにして学ぶ場合とある。
取得を目標としている資格には、建築士、学芸員、学校図書館司書教諭資格、社会教育主事、教育職員免許状（芸術系学部なら美術、家政学部等なら家庭）衣料管理士（テキスタイルアドバイザー）、インテリアプランナー、インテリアコーディネーター、ウェブデザイン実務士、情報処理技術者、生活園芸士、パターンメーキング技術検定、商業施設士補、色彩検定（色彩コーディネーター）、キッチンスペシャリスト、マンションリフォームマネジャー、フードスペシャリスト、ファッションビジネス能力検定、プロダクトデザイン検定、CAD利用技術者試験、リテールマーケティング検定（販売士検定）など。

## 生活デザイン学科のある教育機関
- 東北工業大学 ライフデザイン学部（学科の旧名は安全安心生活デザイン学科）
- 東京家政学院大学 現代生活学部
- 相模女子大学 学芸学部
- 岐阜市立女子短期大学 [ファッション専修 建築・インテリア専修 ビジュアル専修]
- 滋賀県立大学 人間文化学部
- 安田女子大学 家政学部 [生活デザインコースと建築デザインコース]
- 大阪成蹊短期大学 [イラスト・アニメ・デザインコース]と[アパレル・ファッションコース]
- 広島女学院大学 人間生活学部 [生活プロデュース、被服・ファッションデザイン、インテリア・建築、地域デザイン]
- 九州女子大学 家政学部 [家庭科教育コース] [インテリアデザインコース] [ライフデザインコース]（旧 人間生活学科）
- 活水女子大学 健康生活学部 （建築、インテリア、プロダクト、アパレルの分野）

## 類似学科・コース等を開設する教育機関
- ライフデザイン学科（大妻女子大学 家政学部 など）
- 宮城学院女子大学 生活科学部 生活文化デザイン学科 [生活文化・地域社会コース] [建築・まちづくりコース] [住居・インテリアコース]
- 日本大学短期大学部（船橋） 建築・生活デザイン学科 [デザイン系]と[エンジニアリング系]
- 日本工業大学建築学部 建築学科・生活環境デザインコース
- 愛国学園短期大学 生活デザイン専攻（フード系、ファッション系、福祉系、事務系）
- 共立女子短期大学 生活科学科 [生活デザインコース]（フードデザイン系、プロダクトデザイン系、ファッションデザイン系、インテリアデザイン系）
- 拓殖大学工学部 デザイン学科 生活デザインコース（プロダクトデザインや空間デザイン等）
- 愛知学泉短期大学 生活デザイン総合学科
- 椙山女学園大学 人間関係学部 生活環境デザイン学科 [アパレルメディア分野] [インテリア・プロダクト分野] [建築・住居分野]
- 仁愛女子短期大学 生活科学学科 生活デザイン専攻
- 京都女子大学 家政学部 生活造形学科
- 神戸国際大学 経済学部 国際文化ビジネス・観光学科 生活デザインコース（建築系が中心）
- 武庫川女子大学 生活環境学部 生活環境学科 [被服学コース] [アパレルコース] [生活デザインコース] [環境デザインコース] [建築デザインコース] [まちづくりコース]
- 武庫川女子大学短期大学部 生活造形学科
- 比治山大学短期大学部 総合生活デザイン学科（以前は栄養士養成課程もあった）
- 九州産業大学 芸術学部 生活環境デザイン学科

## かつて設置していた教育機関
- 武蔵野美術大学短期大学部
- 京都ノートルダム女子大学 現代人間学部 に福祉生活デザイン学科があったが、生活環境学科へ
- 山陽学園短期大学 - 2003年 人間文化学科を統合しキャリアデザイン学科に
- 山口女子大学 家政学部